# Демиденко, Иван Саввич
Иван Саввич Демиденко (1921—1981) — Гвардии сержант Рабоче-крестьянской Красной Армии, участник Великой Отечественной войны, Герой Советского Союза (1943).

## Биография
Иван Демиденко родился 23 февраля 1921 года в селе Алтыновка (ныне — Кролевецкий район Сумской области Украины) в крестьянской семье. Окончил семь классов школы, после чего работал в колхозе, позднее стал слесарем железнодорожного депо в Конотопе. В мае 1940 года Демиденко был призван на службу в Рабоче-крестьянскую Красную Армию. С 1941 года — на фронтах Великой Отечественной войны. Принимал участие в боях на Центральном, 1-м и 2-м Белорусском фронтах. К сентябрю 1943 года гвардии сержант Иван Демиденко был наводчиком орудия 34-го гвардейского артиллерийского полка 6-й гвардейской стрелковой дивизии 60-й армии Центрального фронта. Участвовал в Курской битве. Отличился во время битвы за Днепр.
22 сентября 1943 года в районе села Теремцы Чернобыльского района Киевской области Украинской ССР он одним из первых переправился через Днепр и огнём своего орудия обеспечил стрелковым частям успешный захват и удержание плацдарма. В дальнейшем он одним из первых переправился через реку Припять в районе Чернобыля и во время отражения немецкой контратаки уничтожил противотанковое орудие.
Указом Президиума Верховного Совета СССР от 16 октября 1943 года за «храбрость и стойкость, проявленные в боях против фашистских захватчиков при форсировании Днепра и удержании захваченного плацдарма», гвардии сержант Иван Демиденко был удостоен высокого звания Героя Советского Союза с вручением ордена Ленина и медали «Золотая Звезда» за номером 3630.
В ноябре 1945 года Демиденко был демобилизован. В 1946 году окончил Харьковскую совпартшколу, после чего работал в торговой сети в Конотопе. Позднее проживал в городе Геническе Херсонской области, продолжал работать в торговой сфере. Последние годы своей жизни Демиденко провёл в родном селе, где скончался 20 августа 1981 года и был похоронен.

## Награды
Был также награждён орденом Отечественной войны 1-й степени и рядом медалей.

## Память
В честь Демиденко названа улица в Алтыновке.